# Егенштајн-Леополдсхафен
Егенштајн-Леополдсхафен (њем. Eggenstein-Leopoldshafen) општина је у њемачкој савезној држави Баден-Виртемберг. Једно је од 32 општинска средишта округа Карлсруе. Према процјени из 2010. у општини је живјело 15.409 становника. Посједује регионалну шифру (AGS) 8215102.

## Географски и демографски подаци
Егенштајн-Леополдсхафен се налази у савезној држави Баден-Виртемберг у округу Карлсруе. Општина се налази на надморској висини од 100 метара. Површина општине износи 26,1 km². У самом мјесту је, према процјени из 2010. године, живјело 15.409 становника. Просјечна густина становништва износи 591 становника/km².